# Campo Felice
Campo Felice è un altopiano carsico dell'appennino abruzzese, situato in Abruzzo, in provincia dell'Aquila, tra i territori dei comuni di Lucoli e Rocca di Cambio, nella catena del Velino-Sirente e in parte all'interno del Parco naturale regionale Sirente-Velino: sede di importanti strutture sportive, risulta molto frequentato durante il periodo invernale dagli appassionati degli sport invernali del Centro-Italia per la presenza dell'omonima stazione sciistica e la sua facile accessibilità (113 km da Roma).

## Storia

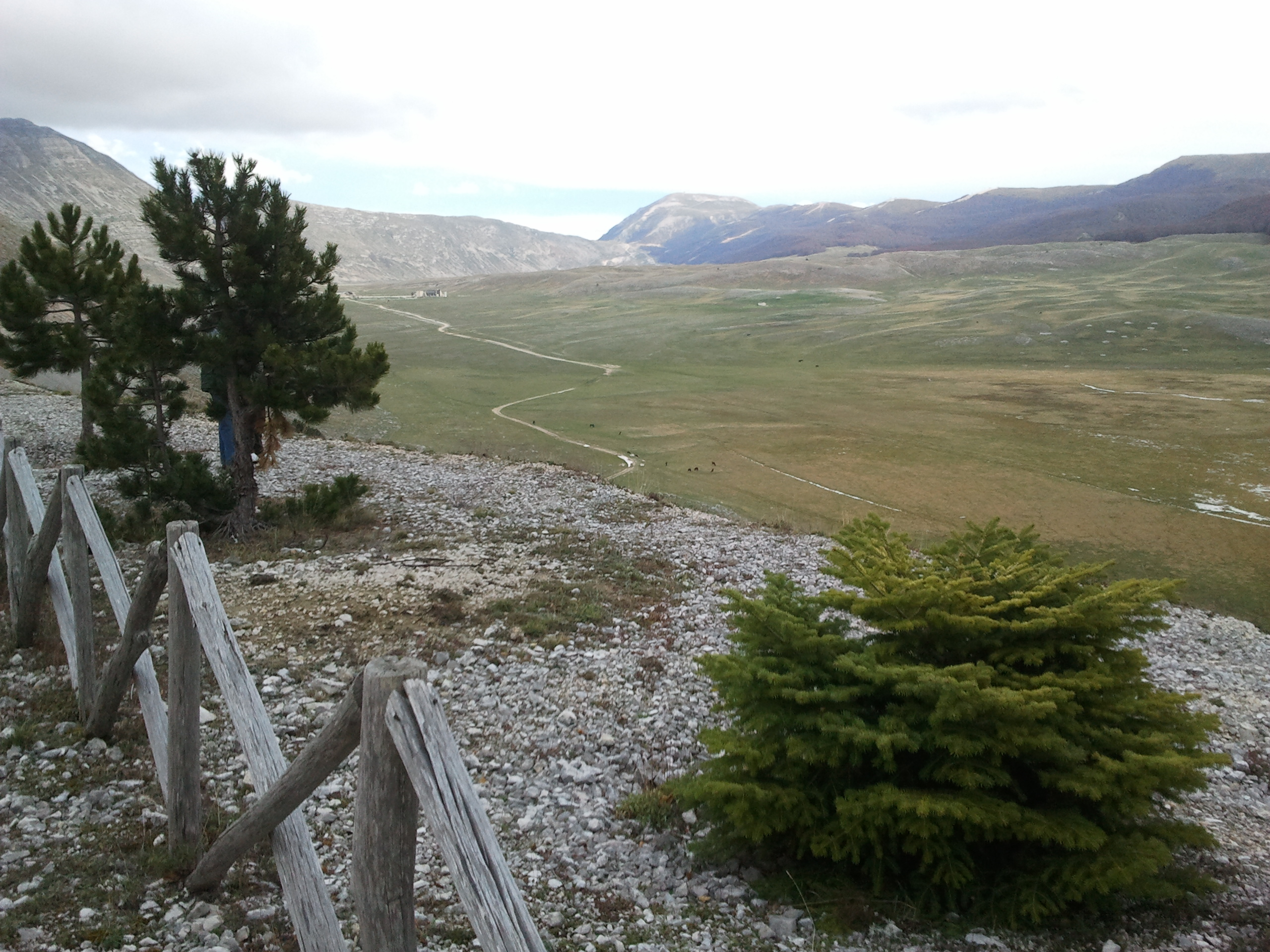
Campo Felice in autunno con in fondo Monte Rotondo, sede della stazione sciistica

La storia di Campo Felice è strettamente correlata con quella dei comuni circostanti (Lucoli, Rocca di Cambio, Rocca di Mezzo); la stazione sciistica venne concepita negli anni sessanta dall'allora sindaco di Rocca di Cambio, Aldo Jacovitti (1923-2016), il quale nel 1966, al termine del suo terzo mandato, diede le dimissioni e si dedicò a un progetto destinato a favorire lo sviluppo turistico della zona, incentrato nella realizzazione di una moderna stazione sciistica, basata sul modello di analoghe località dell'arco alpino.
Un'équipe di specialisti, tra cui lo sciatore Émile Allais, pluricampione del mondo, l'urbanista Jean Cognet, innovativo progettista francese dell'epoca, la guida alpina abruzzese Gigi Panei e altri esperti del settore, partecipò alla stesura del progetto di una stazione invernale integrata nella quale, oltre agli impianti e alle infrastrutture, andavano realizzate anche strutture ricettive ed un adeguato sistema di collegamenti.
La località venne individuata, su suggerimento dell'esperto generale degli alpini Giuseppe Fabre (1910–2007), nell'altopiano di Campo Felice; la stazione sciistica vide la luce nel febbraio del 1970, ma il progetto originario fu realizzato solo in parte, in quanto la galleria del Serralunga, che doveva consentire il collegamento stradale con l'adiacente altopiano delle Rocche e la valle Subequana venne completata solo nel 2012.

## Geografia

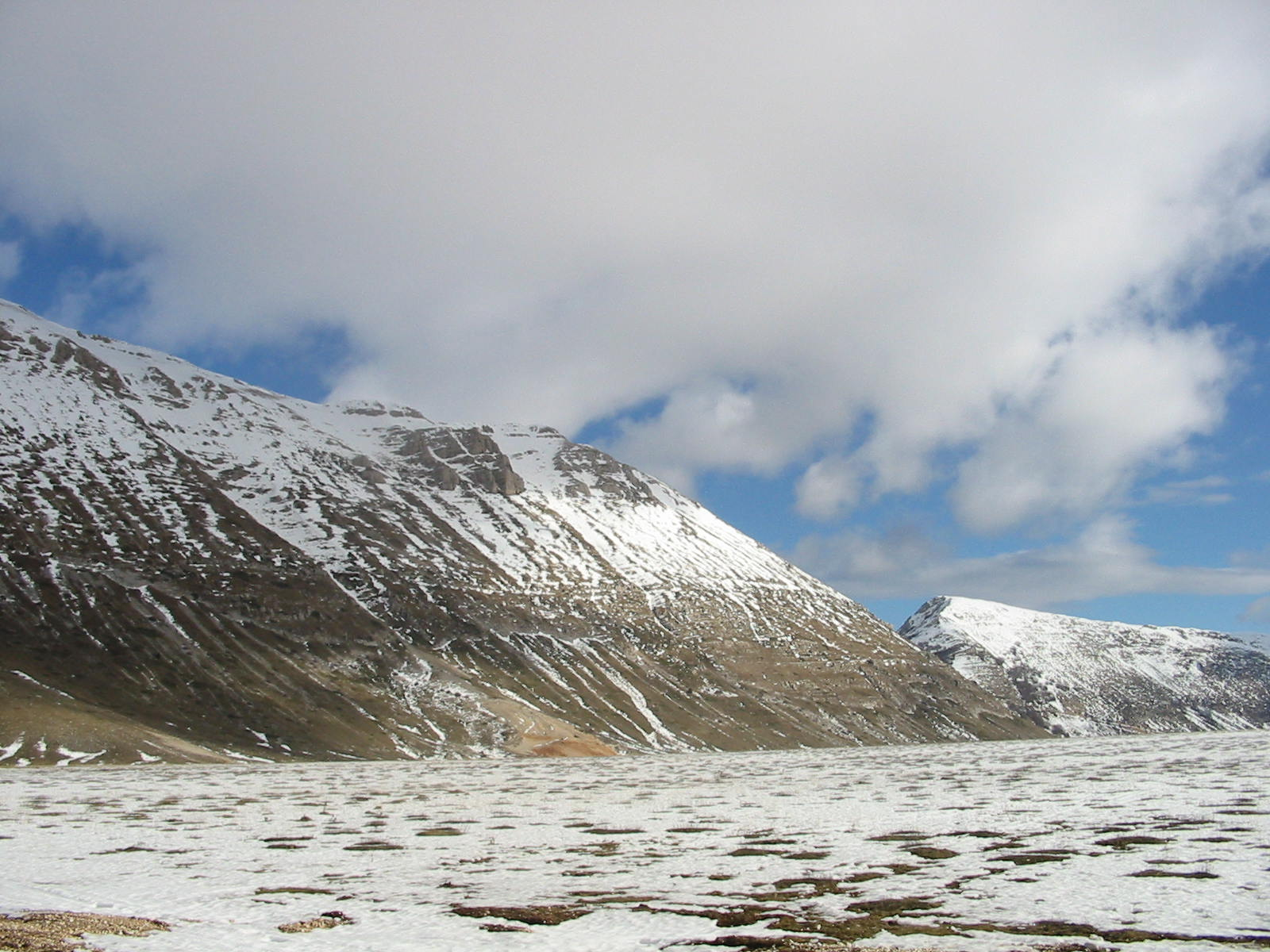
Monte Cefalone

### Territorio
L'area, compresa all'interno della dorsale centrale dell'Appennino abruzzese, è incastonata tra il massiccio montuoso del Monte Velino, di cui rappresenta la porta orientale di accesso, il gruppo montuoso di Monte Orsello-Monte Puzzillo, quello di Monte Ocre-Monte Cagno e le Montagne della Duchessa, circondato a sud-ovest dai Monti di Campo Felice: l'accesso verso il massiccio del Velino si ha dalla parte centrale dell'altipiano, procedendo verso ovest e salendo verso Vena Stellante, la Fossa del Puzzillo, il Rifugio Vincenzo Sebastiani e il Colle dell'Orso.
L'altopiano, di origine carsico-alluvionale, esteso nelle dimensioni massime per 10 km in lunghezza e 5 km in larghezza e posto a una altitudine media di poco superiore ai 1.500 m s.l.m. ha la forma di una conca nella quale digradano le pendici delle montagne circostanti, tutte prossime o superiori ai 2.000 m (Monti di Campo Felice). Tra esse svettano il Monte Orsello (2.043 m), il Monte Puzzillo (2.174 m), il Monte Cefalone (2.145 m), il Serralunga (1.900 m), Monte Cisterna (1.935 m), Colle del Nibbio (1.980 m), Punta dell'Azzocchio (1.999 m), Cimata di Pezza (2.130 m), Cimata del Puzzillo (2.145 m) ed infine Monte Rotondo (2.064 m), sulle cui pendici nord-occidentali è adagiata la stazione sciistica, e dalla cui sommità nelle giornate limpide si possono ammirare le più elevate cime circostanti, dal Gran Sasso al Sirente, dal Velino alla Maiella, il Terminillo e le Montagne della Duchessa (al di là di tale cresta montuosa si trovano l'altopiano delle Rocche e i piani di Pezza).
La piana è suddivisa in due parti separate approssimativamente dalla strada statale 696 del Parco Regionale Sirente-Velino che l'attraversa: la parte sud-orientale dove sorge la stazione sciistica e quella nord-occidentale (Camardosa); circa il 70% dell'intera piana rientra nel territorio del comune di Lucoli mentre il restante 30%, dove sorge la stazione sciistica, rientra nel territorio del comune di Rocca di Cambio e del Parco naturale regionale Sirente-Velino; le pendici montuose esposte ad est e nord-est della conca sono ricoperte di boschi di faggio fino ai 1850 m di quota e con resti morenici sui bassi versanti esposti a nord a testimonianza della presenza di antichi ghiacciai nelle passate ere glaciali, mentre la piana e i versanti esposti ad ovest e a sud sono quasi totalmente privi di vegetazione ad alto fusto.
Nella parte nord-occidentale della piana, nei pressi dell'inghiottitoio, lo scioglimento primaverile delle nevi porta in genere alla formazione di un grosso e suggestivo bacino d'acqua stagionale (Il Lago) ad aprile-maggio di ogni anno quando nel resto della piana si assiste al fenomeno della fioritura, mentre d'estate diviene luogo di pascolo per mandrie e greggi; nella zona sono anche presenti un paio di piccole miniere a cielo aperto di bauxite ora in disuso; e presente inoltre una stazione meteorologica a cura di un'associazione meteorologica locale.

### Clima

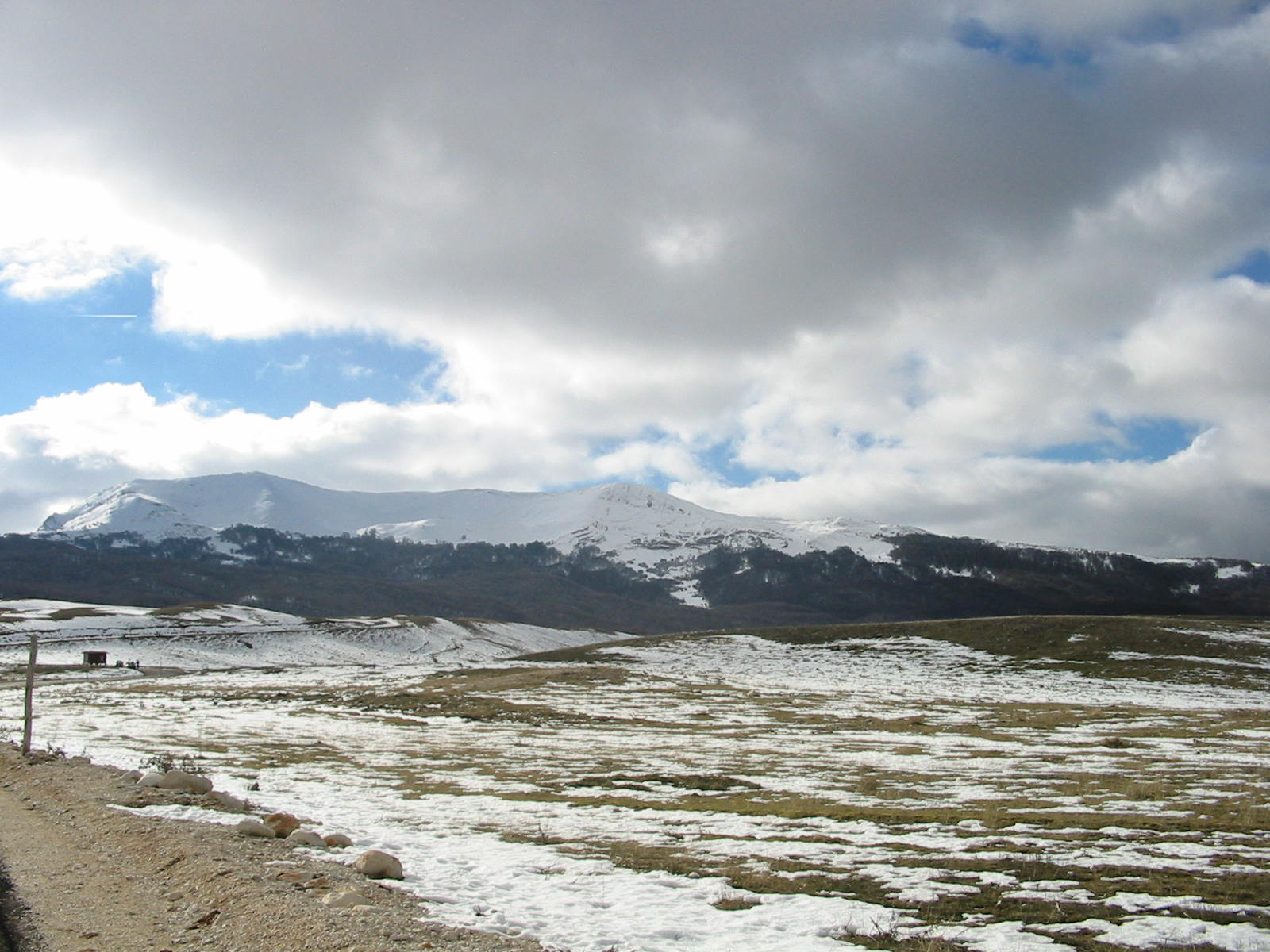
Monte Puzzillo visto dal centro della Piana

Il clima della piana, così come quello degli adiacenti piani di Pezza, tipico di tutte le piane carsiche, è monitorato con interesse da associazioni meteorologiche locali; la particolare conformazione carsica della piana, chiusa com'è in tutte le direzioni, fa sì che d'inverno e in particolari condizioni atmosferiche (innevamento, cielo sereno, assenza di vento e bassissimi livelli di umidità) si raggiungano a volte temperature minime prossime o anche inferiori ai -30 °C (il 2 febbraio 2010, si è raggiunta la temperatura record di -33,1 °C).

### Accessibilità
L'altopiano, distante circa 25 km dall'Aquila e 113 km da Roma, è raggiungibile da tre diversi versanti:
- da nord-ovest si arriva all'altopiano da Tornimparte (uscita Tornimparte-Campo Felice sull'autostrada A24 Roma-Teramo) tramite la strada statale 696 del Parco Regionale Sirente-Velino raggiungendo il Valico della Chiesola (1633 m s.l.m.)
- da nord da Lucoli tramite la strada statale 584 di Lucoli raggiungendo il Valico della Crocetta (1560 m s.l.m);
- da est utilizzando la galleria del Serralunga che collega la piana a Rocca di Cambio e, all'Altopiano delle Rocche e tramite la stessa strada statale 696, all'autostrada A25 Torano-Pescara.

Per accedere alla stazione sciistica da Rocca di Cambio è possibile utilizzare anche la seggiovia Brecciara in funzione durante tutta la stagione invernale.

## Sport

### Stazione sciistica

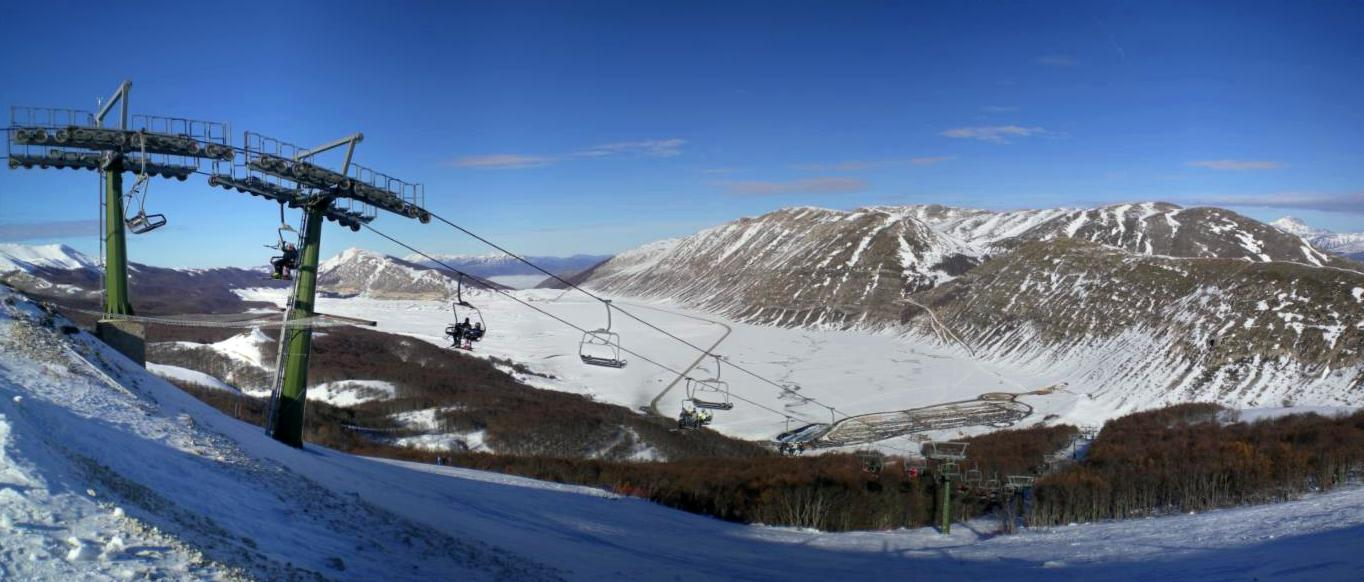
L'altopiano in inverno visto da Monte Cisterna: in primo piano gli impianti sciistici.

La stazione sciistica, che fa parte insieme ad Ovindoli-Monte Magnola e Campo Imperatore del comprensorio Tre Nevi con skipass unico stagionale e plurigiornaliero, è stata realizzata nel bordo meridionale dell'omonimo altopiano naturale in località Caporitorto. Ha un bacino potenziale d'utenza vasto risultando una delle stazioni più facilmente raggiungibili dalla capitale, comprendendo quindi parte dell'Abruzzo interno settentrionale e occidentale (provincia dell'Aquila) e buona parte della provincia di Roma, grazie anche al collegamento e all'omonima uscita autostradale.
Dispone di oltre 30 km di piste di sci alpino di varia difficoltà, servite da impianti di risalita quali seggiovie bi- e quadriposto, skilift e manovie; il maggior dislivello (654 m) si raggiunge sulle piste Delle Aquile e Del Falco che, con percorsi diversi, scendono dai 2064 m del Monte Rotondo fino ai 1410 m della base della seggiovia Brecciara e le cui pendenze sono rispettivamente al 26% e al 27%.
La stazione dispone di un moderno impianto d'innevamento artificiale, dotato di 250 cannoni sparaneve, in grado d'innevare oltre 16 km di piste e che consente l'apertura degli impianti anche in periodi di scarse precipitazioni nevose. Il fabbisogno idrico dell'impianto, completamente automatizzato/computerizzato, è assicurato da un bacino naturale, della capacità di oltre 70 milioni di litri, posto alla base della seggiovia Cisterna, a circa 1700 m di quota, ed un altro posto alla base della stazione stessa.
Nel 2001 venne inaugurato, sulla pista Della Vergine, un sistema di illuminazione che, utilizzando torri-faro, consentiva di sciare nei giorni festivi anche dopo il tramonto fino alle ore 23, ma negli anni seguenti l'impianto è rimasto inattivo. Completano l'offerta turistica invernale la presenza di diverse scuole sci, sci club e strutture ricettive poste lungo le pendici della stazione sciistica (ristoranti-chalet), al centro della piana e nelle località turistiche più vicine alla stazione (Rocca di Cambio, Lucoli e Rocca di Mezzo).
A causa del riscaldamento globale la quantità di neve che cade diminuisce di anno in anno.  La neve artificiale è una soluzione costosa e dannosa per l’ambiente.  Nel gennaio 2024 solo il 20% circa delle piste è aperto al pubblico, il che ha un enorme impatto sull’economia locale.

### Escursionismo

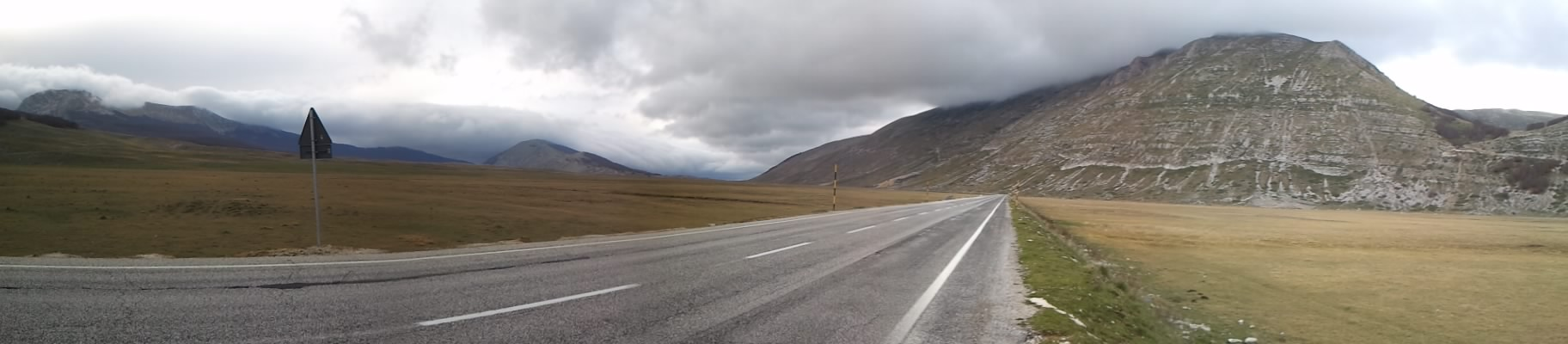
Campo Felice in tardo autunno (a dx Monte Cefalone, a sx Monte Orsello)

D'inverno, per gli amanti dello sci nordico, sono presenti anche un anello per il fondo che si sviluppa lungo l'altopiano omonimo, e vari itinerari ad alto contenuto paesaggistico per lo sci escursionismo, lo sci alpinismo e il trekking invernale con ciaspole come il bacino naturale dei piani di Pezza e l'annessa variante al Rifugio V.Sebastiani, il giro del Monte Puzzillo, di Monte Orsello, di Monte Ocre-Monte Cagno-Monte Cefalone e quello di Monte Rotondo-Punta dell'Azzocchio. Nel periodo estivo sono invece praticabili attività di trekking, a piedi e a cavallo, lungo la piana e sulle cime circostanti.

### Ciclismo

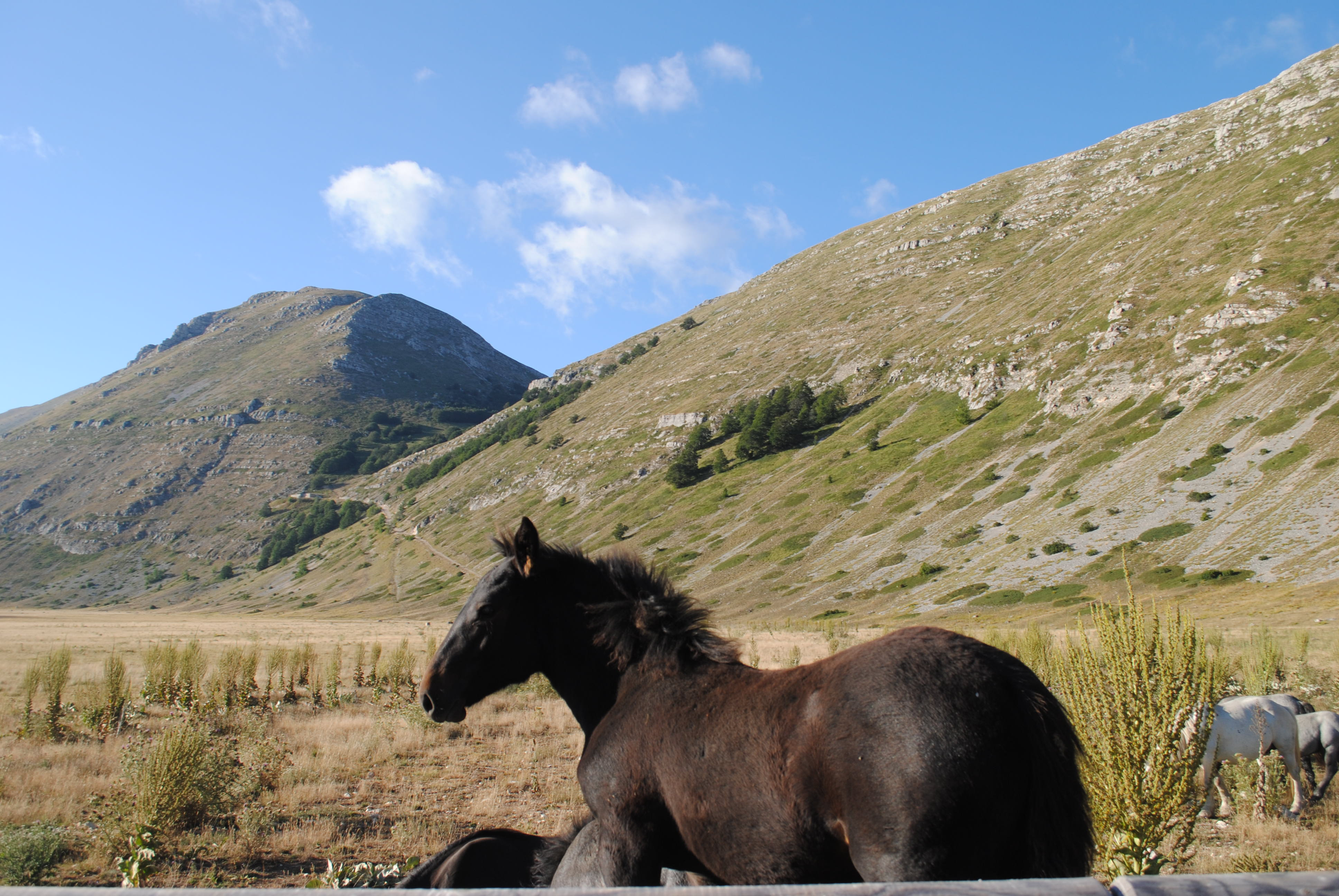
Cavalli al pascolo a Campo Felice

La piana di Campo Felice è raggiungibile in bici dal fondovalle aquilano attraverso due differenti e panoramici percorsi stradali di media difficoltà che risalgono rispettivamente da Tornimparte, passando per l'omonimo svincolo autostradale Tornimparte-Campo Felice dell'A24 Roma-Teramo (strada statale 696 del Parco Regionale Sirente-Velino) e raggiungendo il Valico della Chiesola (1633 m s.l.m) (10,9 km al 6% di pendenza media per circa 650 m di dislivello) oppure da Lucoli (strada statale 584 di Lucoli) raggiungendo il Valico della Crocetta (1560 m s.l.m.) (12,4 km al 5,5% di pendenza media per circa 790 m di dislivello più irregolari).

### Mountain bike
D'estate, in tarda primavera e inizio autunno, oltre al trekking lungo la piana, sono praticabili vari percorsi escursionistici in mountain bike (freeride) tra i quali si ricordano il percorso mediamente impegnativo che raggiunge il rifugio Vincenzo Sebastiani (2102 m s.l.m.) partendo dal centro della piana, passando per la miniera di bauxite e la Valle del Puzzillo, e vari percorsi lungo alcune piste da sci della stazione sciistica, sede ogni anno di competizioni di downhill grazie alla presenza di un bike park.
Percorsi sterrati più impegnativi raggiungono invece la piana risalendo dal fondovalle aquilano (Tornimparte) o dal basso Cicolano (Corvaro di Borgorose attraverso la Riserva regionale Montagne della Duchessa) passando prima per il Valico della Chiesola.

### Giro d'Italia
| Anno | Tappa | Partenza         | km  | Vincitore di tappa | Maglia rosa |
| ---- | ----- | ---------------- | --- | ------------------ | ----------- |
| 2021 | 9ª    | Castel di Sangro | 158 | Egan Bernal        | Egan Bernal |

## Monumenti e luoghi d'interesse

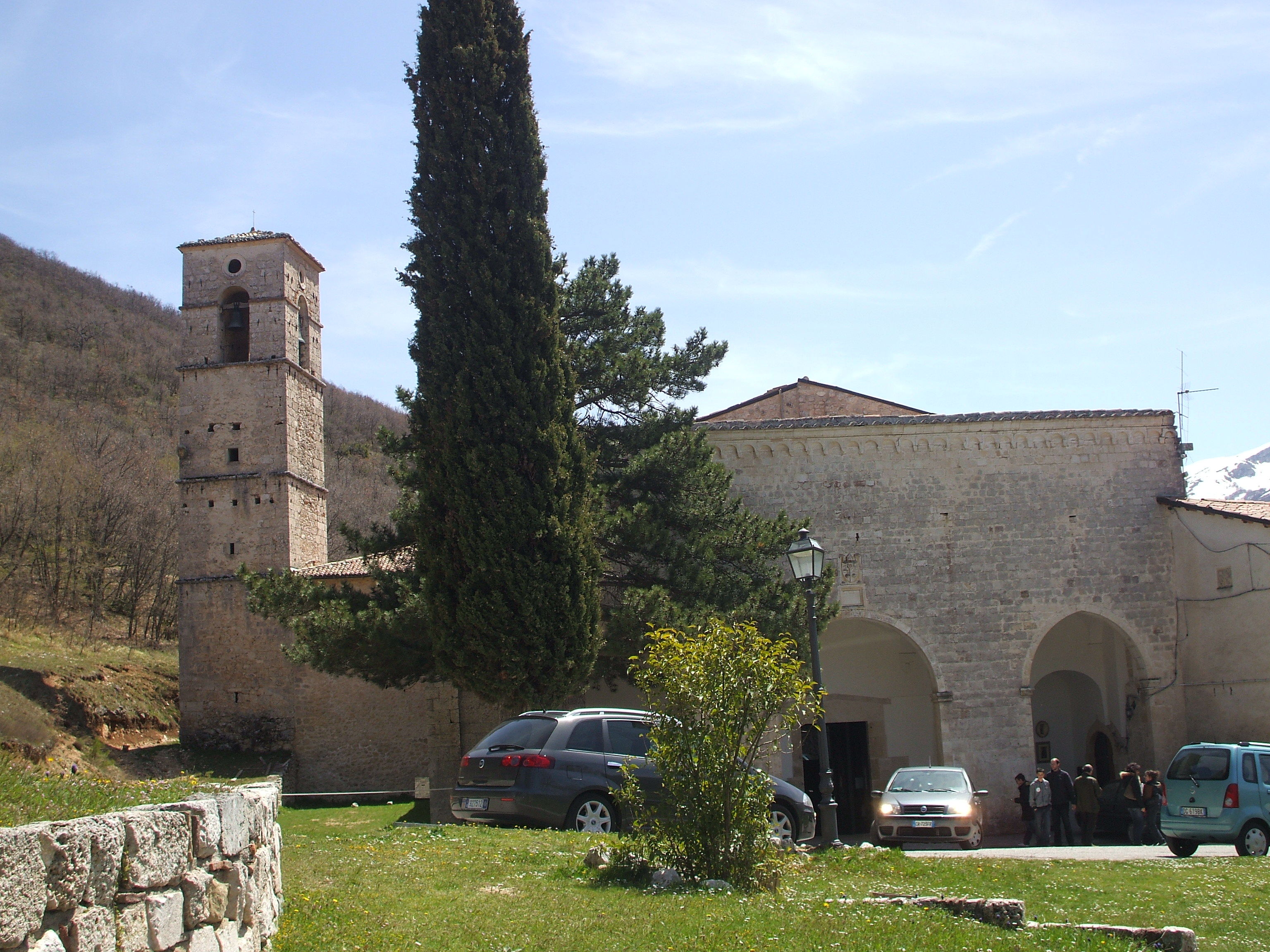
Abbazia di San Giovanni Battista in Lucoli

Il territorio naturale possiede alcune particolari bellezze artistiche. Nel comune di Lucoli si trova la quattrocentesca Abbazia di San Giovanni Battista (XIV secolo), assieme alla chiesa rurale di San Michele in Lucoli Alto. Il comune di Rocca di Cambio invece conserva il borgo medievale, sormontato dalla torre superstite del castello fortificato, sopra cui oggi sorge la chiesa di Santa Maria Assunta. Appena fuori dal Comune si trova L'Abbazia di Santa Lucia (XIII secolo), molto importante al livello artistico per preziosi affreschi interni parietali.

## Curiosità
Assieme a Campo Imperatore è conosciuta per essere stata molte volte luogo di villeggiatura invernale di papa Giovanni Paolo II.
Nel 2016 Campo Felice, insieme alle piste da sci di Ovindoli, ha ospitato i campionati mondiali studenteschi di sci alpino e sci nordico organizzati dall'ISF.